# Cubadak Air (Payakumbuh Utara)
Cubadak Air is een bestuurslaag in het regentschap Payakumbuh van de provincie West-Sumatra, Indonesië. Cubadak Air telt 758 inwoners (volkstelling 2010).